# Ал'Аква (Виченца)
Ал'Аква (итал. All'Acqua) је насеље у Италији у округу Виченца, региону Венето.
Према процени из 2011. у насељу је живело 15 становника. Насеље се налази на надморској висини од 115 м.